# Jolande Jacobi
Pour les articles homonymes, voir Jacobi.
Jolande Jacobi, née le 25 mars 1890 à Budapest et morte le 1er avril 1973 à Zurich est une psychologue suisse allemande connue surtout comme collaboratrice de Carl Gustav Jung et ses travaux de psychologie jungienne.

## Résumé biographique
Elle était née Jolán Székács, mais prit le nom de Jolán (Jolande) Jacobi après son mariage à 19 ans. Elle a vécu successivement à Budapest, à Zurich et à  Vienne. Ses parents étaient juifs, mais elle se convertit au catholicisme à l'âge adulte. Jolande Jacobi fait la connaissance de Jung en 1927, et joue par la suite un rôle important dans la fondation de l'Institut C. G. Jung de Zürich en 1948.
Une lettre de Jolande Jacobi, en date du 1er octobre 1945, eu sur Jung "un impact considérable" selon Deidre Bair, au moment où certains, aux États-Unis d'Amérique, lui cherchaient encore querelle  à propos de prétendues sympathies nazies : « Moi-même, je ne comprends pas tout à fait (…) pourquoi vous n'avez pas réagi avec violence contre le nazisme, quand le monde ignorait encore quelles entreprises diaboliques étaient à l'œuvre. Je vous comprends parce que je vous connais et parce que je sais ce que c’est que d'être profondément touché par l'ambiguïté de tout ce qui est d’ordre archétypique. Je comprends aussi les subtilités et les idées fondamentales qui sous-tendent vos déclarations sur le problème racial, mais le public ne les comprend pas et ne peut pas les comprendre. Non, seulement, parce qu'elle relèvent trop de la psychologie, mais aussi parce que aborder ces problèmes aujourd'hui produit le même effet qu’agiter un chiffon rouge devant un taureau, et peu importe la manière dont on s'y prend ». (Deirdre Bair, Jung - une biographie, Flammarion, 2011, p. 775 et n. 32, p. 1219).

## Travaux
- (en) Jolande Jacobi, Psychology of C.g. Jung, Routledge & Kegan Paul PLC, 1969.
- Jolande Jacobi, Complexe, archetype et symbole dans la psychologie de C.G. Jung., New York: Princeton, 1959.